# Formó
|  | No s'ha de confondre amb Enformador. |

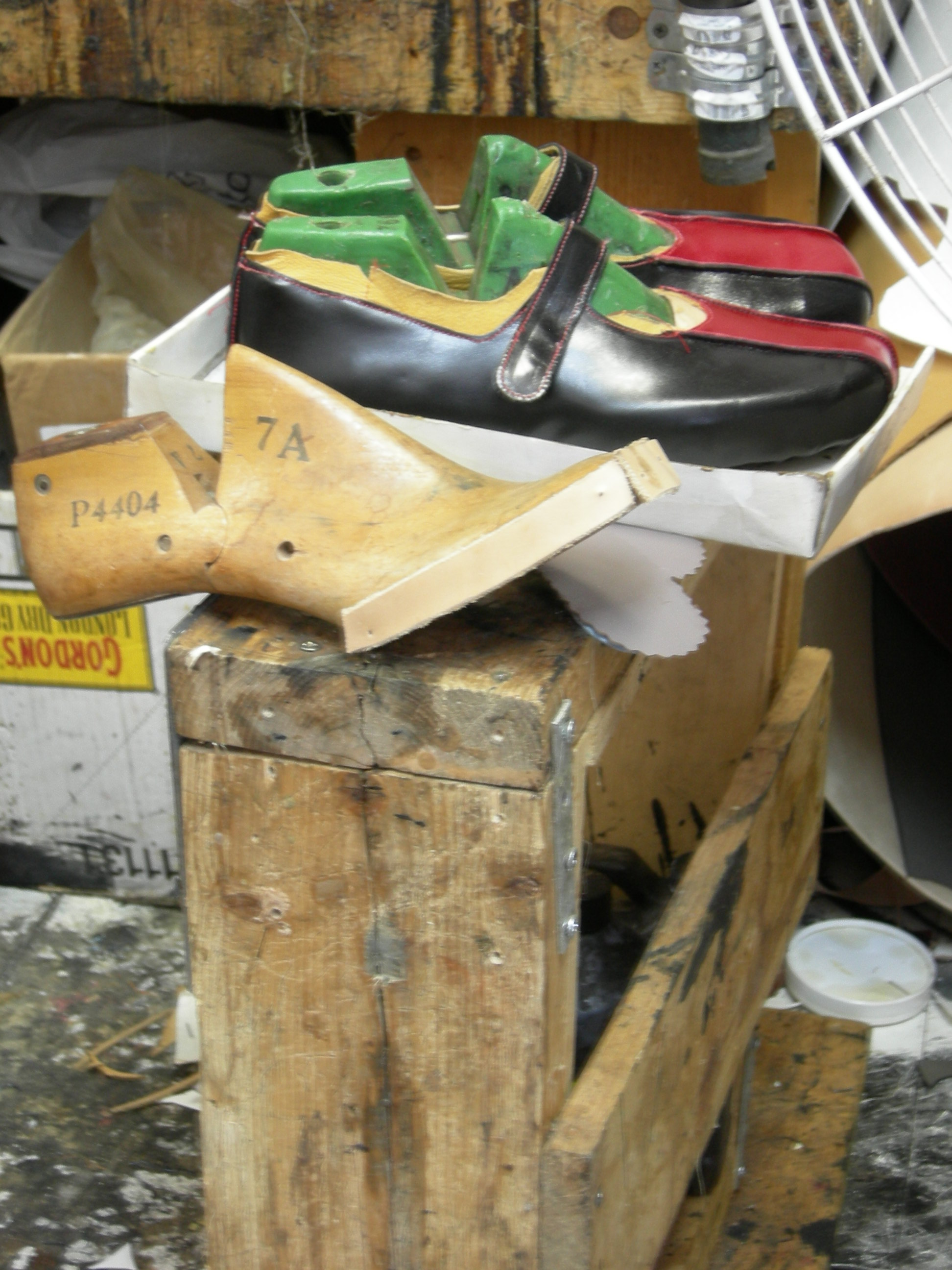
Sabates i llur forma

S'anomena formó o també forma, un instrument que s'introdueix a l'interior d'una peça per a donar-li la forma o preservar-la. En particular reben aquest nom, els utensilis de fusta que usen els sabaters i els barreters durant la confecció de la peça. S'han fabricat a partir de diversos materials, com fusta, ferro colat, i plàstics d'alta densitat.
Normalment, és una peça mecànica que té una forma i dimensions semblants a les d'un peu humà. És utilitzada pels sabaters en la fabricació i reparació de sabates. Generalment segueixen la forma de la sabata i s'elaboren per parells, puix que són diferents les corresponents al peu dret i a l'esquerre

## Història

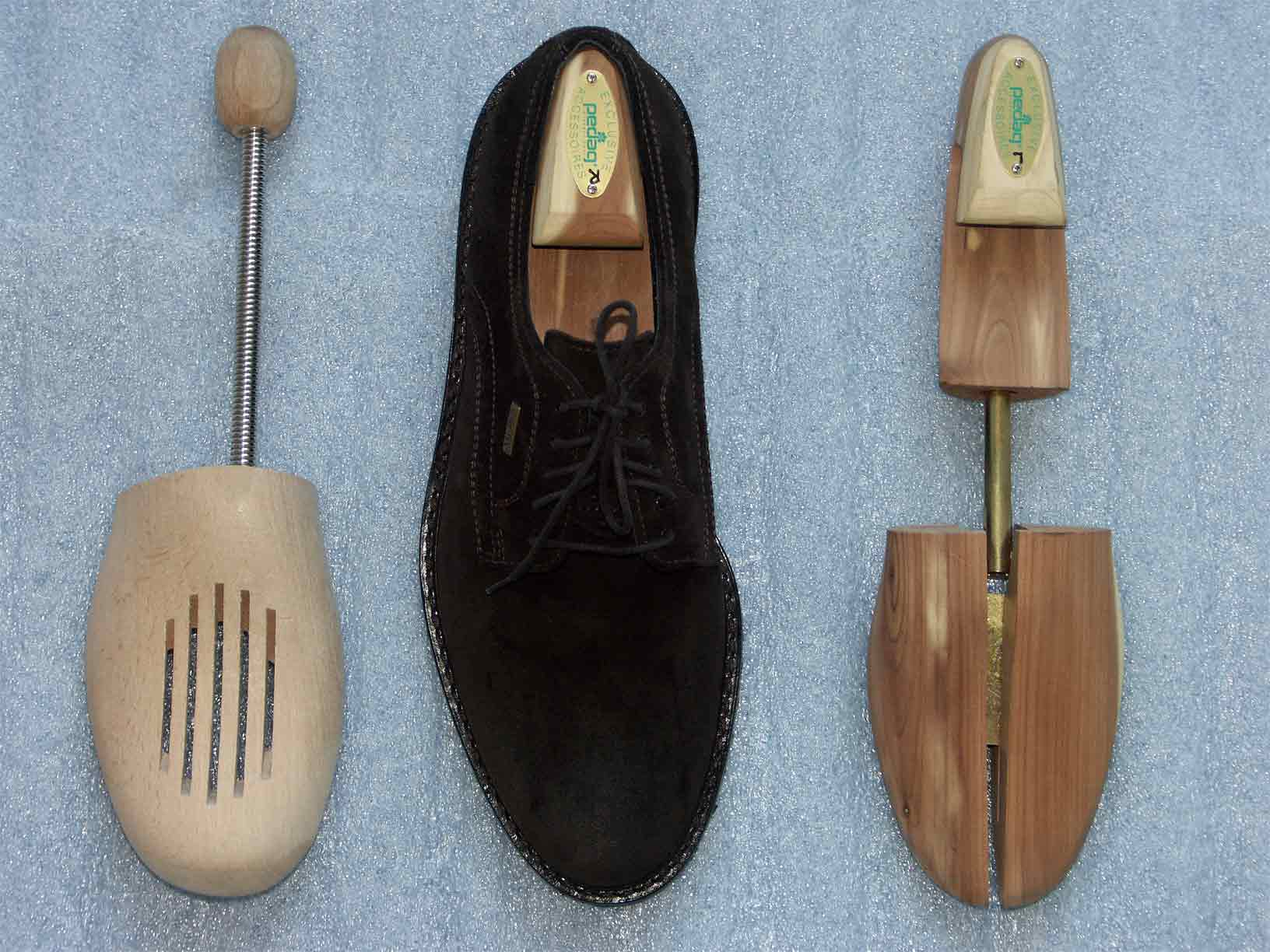
Formes de sabata

Probablement, els antics sabaters no utilitzaven cap motlle per a la confecció de les sabates. Tanmateix, nombroses gravadures i dibuixos ens mostren que a partir del segle XVI els artesans ja utilitzaven formes per a la seva fabricació. Les primeres formes consistien en una taula plana de fusta que s'introduïa dins la sabata.
Originàriament, la forma utilitzada pels sabaters en la confecció de les sabates, servia per a prendre la mesura a les peces de pell que havien de ser tallades i per a cosir-les sobre aquest donant la forma al calcer.
Les formes tenien una forma estandarditzada exceptat per als clients més selectes i per a les sabates punxegudes que eren simètriques en tots dos peus. Les formes asimètriques no van ser popularitzades fins a la començança del segle xix en què es va atendre la comoditat del client més que de l'economia de fabricació.

## Ús
També rep el nom de forma l'utensili articulat que es col·loca a l'interior del calçat quan no s'usa per a conservar-ne la forma. En general, consisteix en una peça rígida arrodonida que s'introdueix a la part de davant de la sabata i s'hi recolza en la part posterior gràcies a una barra rígida. En la seva part posterior té un topall arrodonit del mateix material destinat a conservar la forma del taló i no fer malbé la pell de la sabata. Les formes més cares es fabriquen de fusta generalment de cedre, per tal com ajuden a controlar l'olor i a absorbir la humitat. Ara bé, existeixen models més econòmics i lleugers elaborats en material plàstic.
Actualment, la major part de les sabates es fabriquen industrialment havent restat l'ús de la forma dedicat exclusivament a les confeccions artesanes i les sabates fetes a mida i l'ús casolà dels particulars. En aquest darrer cas, l'artesà té una forma per a cadascun dels seus clients i elabora una peça única basant-s'hi. Es realitza la forma segons la mesura presa del peu i el tipus de sabata que sol·licita el client. Les formes tenen gran durabilitat i es poden utilitzar durant molts anys abans de desgastar-se. El sabater ha de conservar les formes en una peça a una temperatura i humitat adequada per a mantenir-ne la forma i l'elasticitat.